# Cynopterus horsfieldii

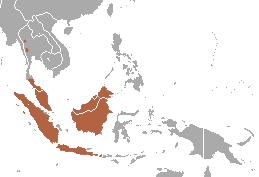
Verspreidingsgebied van de Cynopterus Horsfieldii

Cynopterus horsfieldii is een zoogdier uit de familie van de vleerhonden (Pteropodidae). De wetenschappelijke naam van de soort werd voor het eerst geldig gepubliceerd door Gray in 1843.